# Keban
Keban est une ville et un district de la province d'Elâzığ dans la région de l'Anatolie orientale en Turquie.

## Personnalité liée à la ville
- Alparslan Çelik, membre des Loups gris, suspecté du meurtre du pilote russe Oleg Peshkov lors de sa descente en parachute après qu'un chasseur turc ait abattu son su-24, né dans la ville en 1982.